# Pilanus pilifer
Pilanus pilifer är en spindeldjursart som beskrevs av Beier 1930. Pilanus pilifer ingår i släktet Pilanus och familjen blindklokrypare. Inga underarter finns listade i Catalogue of Life.